# Noshiro (Schiff, 1943)
Die Noshiro (japanisch 能代) war ein Leichter Kreuzer der japanischen Marine, der im Zweiten Weltkrieg eingesetzt wurde. Das Schiff gehörte zur Agano-Klasse und wurde während der See- und Luftschlacht im Golf von Leyte am 26. Oktober 1944 durch amerikanische Flugzeuge versenkt.

## Umbauten
Die Noshiro erhielt zwischen Januar und März 1944 einige wenige Umbauten. Die 13-mm-L/72-Maschinengewehre wurden entfernt und durch 25-mm-L/60-Typ-96-Waffen ersetzt. Weiter stockte man die Flugabwehr mit acht einzelnen 25-mm-Maschinenkanonen auf. Man rüstete den Kreuzer mit einem Infrarot-Kommunikationssystem aus.
Anfang Juli 1944 erhielt das Schiff weitere 25-mm-L/60-Maschinenkanonen Typ 96. Zwei Drillinge und zehn Einzellafetten wurden hinzugefügt. Das Schiff trug nun auch alle drei Standard-Radarsysteme der Marine, das Typ-21-Radar zur Oberflächensuche, das Typ 22 zur Feuerleitung und das Typ 13 zur Luftsuche.

## Einsätze
Die Noshiro wurde nach ihrer Indienststellung im Ende August 1943 zum Flaggschiff der 2. Zerstörerflottille. Am 5. November 1944 wurde die Flotte, der sie zugeteilt war vor Rabaul von amerikanischen Flugzeugen angegriffen. Die Noshiro erlitt keinen nennenswerten Schäden.
Am 11. November wiederholte sich der Angriff, und Noshiro wurde erneut nur von MG-Feuer getroffen. Anschließend eskortierte sie den beim Angriff schwer beschädigten Kreuzer Maya nach Truk. Während der Überführung der Maya war ein Schwesterschiff der Noshiro, die Agano, von Torpedos schwer beschädigt worden, und Noshiro unterstützte kurz beim Abschleppen.
Später transportierte sie Truppen von Truk nach Kavieng, wo sie im Januar 1944 Ziel eines weiteren Luftangriffes wurde. Eine Fliegerbombe traf sie am Vorschiff, setzte ihren zweiten Hauptgeschützturm außer Funktion und tötete zehn Besatzungsmitglieder. Sie wurde in den folgenden zwei Wochen in Truk repariert.
Während der Schlacht in der Philippinensee im Sommer 1944 gehörte die Noshiro zur Flotte von Admiral Kurita. Nach der Operation erhielt sie erneut eine stärkere Flugabwehrbewaffnung.

### Letzte Schlacht
Während der See- und Luftschlacht im Golf von Leyte im Oktober 1944 wurde die Noshiro mit ihrer Zerstörerflottille zur Sicherung der Kernflotte um die beiden Superschlachtschiffe Yamato und Musashi eingesetzt. Konteradmiral Hayakawa Mikio führte von der Noshiro aus die Zerstörer.
Im Gefecht mit den amerikanischen Geleitflugzeugträgern beschoss sie den Gegner mit ihrer Hauptartillerie, wurde aber von einer 12,7-cm-Granate eines US-Zerstörers getroffen.

### Untergang
Während des Rückzuges nach Brunei erfolgten weitere Angriffe durch Flugzeuge. Der Kreuzer wurde am 26. Oktober zunächst durch Nahtreffer von Fliegerbomben beschädigt und wurde dann zum Ziel von Torpedobombern. Sie konnte sechs Torpedos ausweichen, wurde aber schließlich mittschiffs von einem Torpedo getroffen. Zwei Kesselräume liefen sofort voll, im dritten stieg das Wasser langsam. Der Kreuzer blieb gestoppt liegen. Der Konteradmiral stieg auf einen Zerstörer um, während man versuchte, den Antrieb wieder in Funktion zu setzen.
Ein weiterer Angriff erfolgte kurze Zeit später, und die Noshiro erhielt einen weiteren Torpedotreffer am Vorschiff. Der Kommandant versuchte die entstehende Schlagseite durch Gegenfluten auszugleichen, jedoch hatte der Kreuzer schon zu viel Wasser aufgenommen, verlor seinen Auftrieb und begann langsam über den Bug wegzusacken. Gegen Mittag ging das Schiff unter. 328 Seeleute konnten gerettet werden.
Die Quellen widersprechen sich bei der Frage, ob Kapitän Kajiwara Sueyoshi überlebt hat. Nach Lacroix und Wells in Japanese Cruisers of the Pacific War S. 300, wurde er getötet, nach Angaben auf der Internetpräsenz combinedfleet.com, überlebte er.

## Liste der Kommandanten
| Nr. | Name                              | Beginn der Amtszeit | Ende der Amtszeit | Bemerkungen                                   |
| --- | --------------------------------- | ------------------- | ----------------- | --------------------------------------------- |
| 1.  | Kapitän zur See Tawara Yoshioki   | 30. Juni 1943       | 15. Dezember 1943 | seit 1. Mai 1943 mit der Baubelehrung betraut |
| 2.  | Kapitän zur See Kajiwara Sueyoshi | 15. Dezember 1943   | 26. Oktober 1944  |                                               |